# 戈戈舞靴

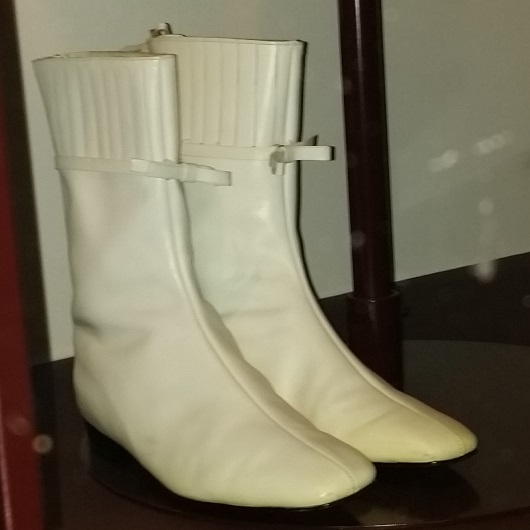
1965年安德烈·庫雷熱設計的戈戈舞靴前身

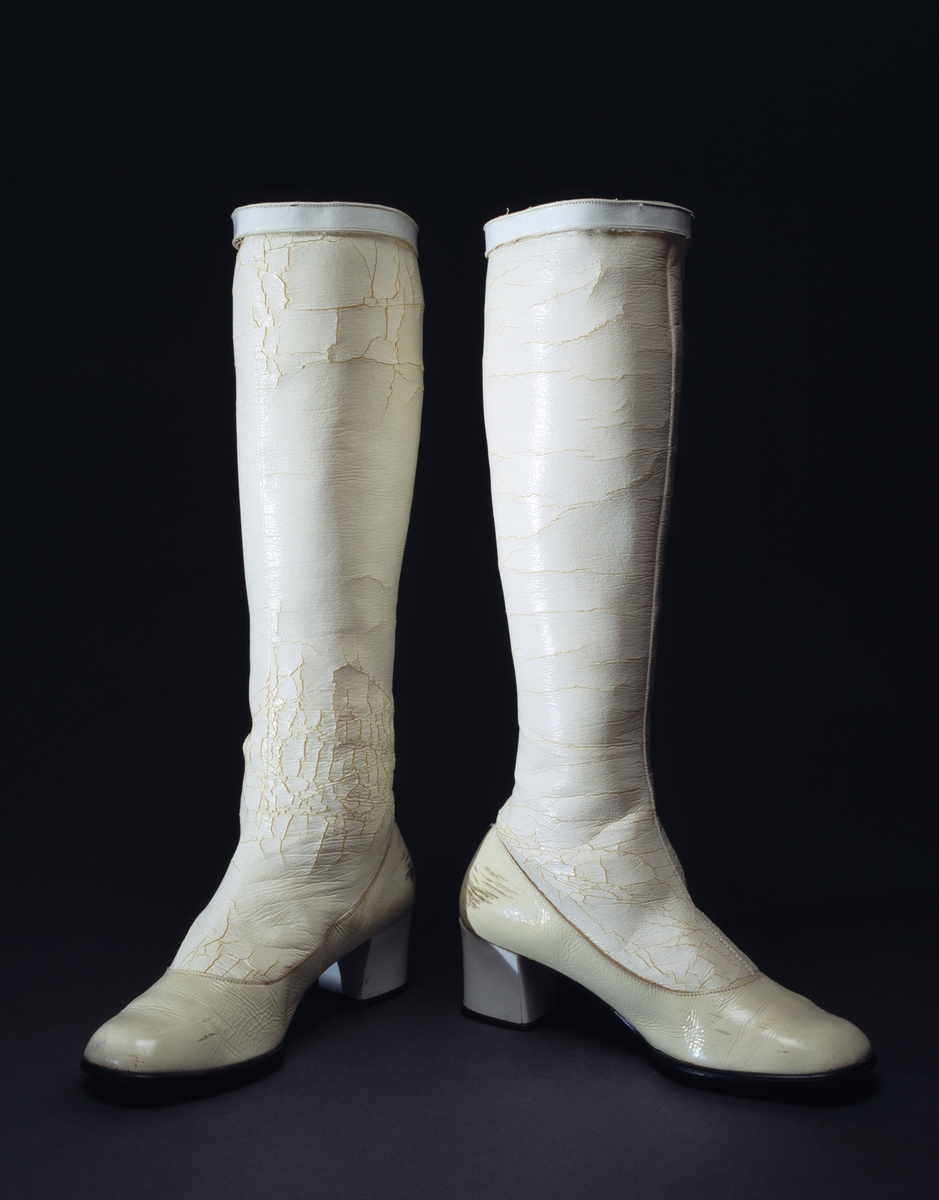
1970年代白色戈戈舞靴

戈戈舞靴是1960年代中期首次推出的低腳跟風格的女性時尚靴子。最初的戈戈舞靴設計是白色、低腳跟和中小腿高的舞靴，這種特定樣式有時被稱為庫雷熱靴（Courrèges boot）。包括在1960年代和1970年代非常流行的膝高方頭靴再配以高跟鞋。以及許多款式，包括小貓高跟鞋（Kitten heel）版和白色以外的顏色。

## 詞源
該舞靴名稱的go-go衍生自法語副詞à gogo，意思為充足的、大量的， 而名稱中的"戈戈"也能解釋1964年新意逆成詞回朔1962年俚語"戈"，意為 "風行一時"；有從"戈"衍生而來的職業"戈戈舞者" 首度出現於1965年戈戈舞靴的名稱可能是從戈戈舞來命名的。

## 1960年代
時尚靴在1960年代初由貝絲·萊文（Beth Levine）等時尚設計師復興，起初是以時髦風高跟鞋為特色， 最早的戈戈舞靴是在1964年設計，為小腿中號、白色平底的舞靴，正如設計師安德烈·庫雷熱（André Courrèges）的作品中所見，他被認為創造了此風格。庫雷熱靴的簡單極簡主義在大眾市場容易大規模廣泛生產。庫雷熱靴鄭定了戈戈舞靴設計的基礎，不過該舞靴的腿長有往越來越高的方向設計，並且有其他顏色款式在舞靴保持低光澤度的同時，腳跟的設計變得更高更粗。 最早的庫雷熱靴由皮革製成，不過隨後戈戈舞靴是用聚氯乙烯、乙烯基等塑膠類材質製成。
1966年歌曲"These Boots Are Made for Walkin'" 發行，並由南茜·辛納特拉（ Nancy Sinatra）穿著戈戈舞靴演出，該歌曲及南茜·辛納特拉的演出讓戈戈舞靴在美國風行起來 。

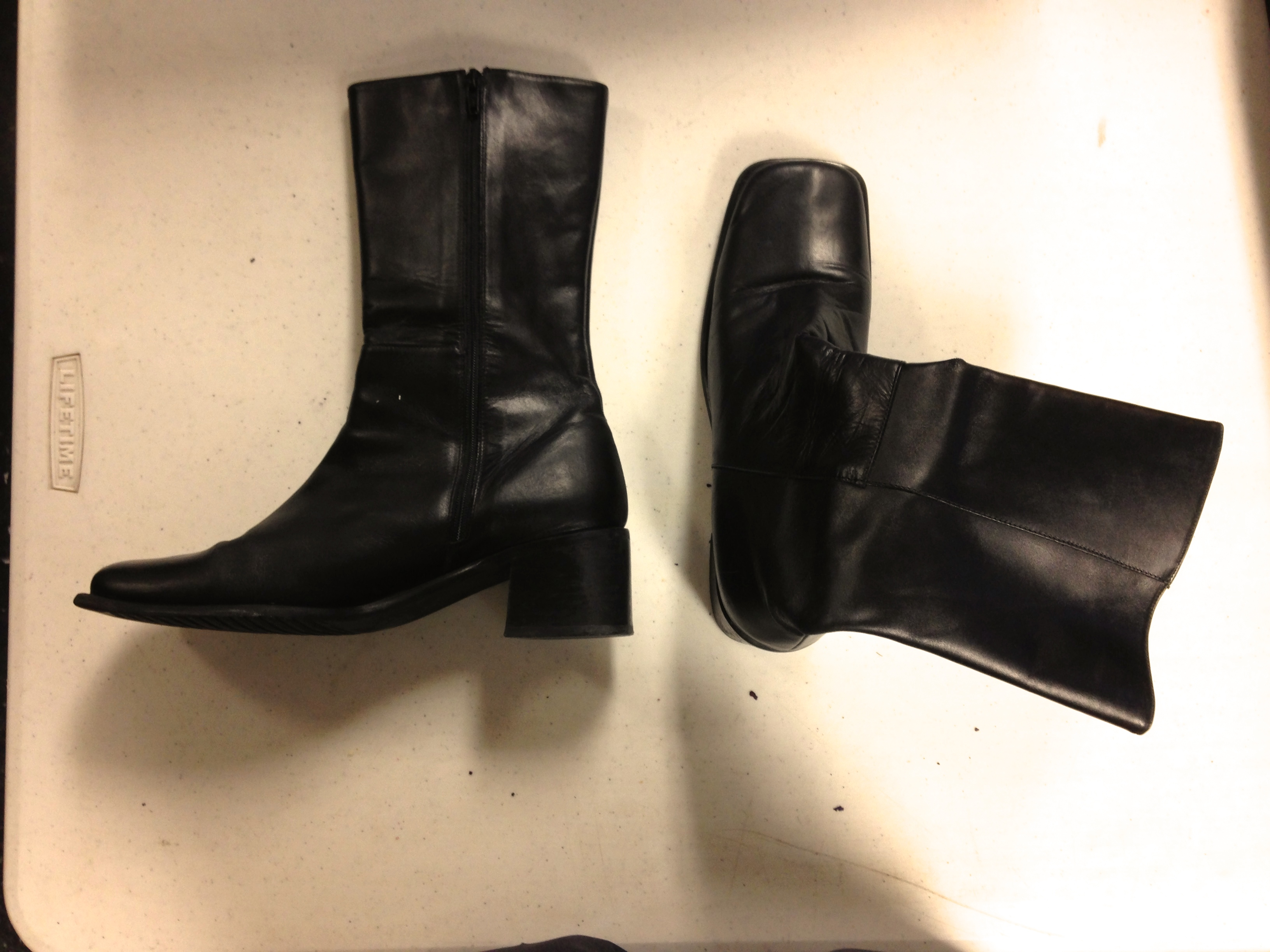
一雙1990年代中的戈戈舞靴

1990年代中曾復甦風行再流行過。